# Wydawnictwo Czarne
Wydawnictwo Czarne – polskie wydawnictwo założone w 1996 roku, z siedzibą w Wołowcu. Prowadzone przez pisarzy Andrzeja Stasiuka i Monikę Sznajderman.

## Opis
Wydawnictwo zostało założone w 1996 roku. Jego nazwa nawiązuje do dawnej łemkowskiej wsi Czarne, w której wcześniej mieszkali jego założyciele. W tym samym roku wydało pierwszą książkę − Przez rzekę Andrzeja Stasiuka.
Wydawnictwo specjalizuje się w literaturze faktu, eseistyce i prozie współczesnej, tak polskiej, jak i światowej (głównie środkowoeuropejskiej). Oprócz samego Stasiuka, wśród polskich autorów wydawnictwa są m.in. Beata Chomątowska, Andrzej Dybczak, Natasza Goerke, Henryk Grynberg, Jacek Hugo-Bader, Mirosław Nahacz, Tomasz Piątek, Witold Szabłowski, Mariusz Szczygieł, Marcin Świetlicki, Krzysztof Varga, Piotr Marecki, Alicja Urbanik-Kopeć. Zagraniczni pisarze Czarnego to m.in. noblistka Swiatłana Aleksijewicz, Jurij Andruchowycz, Ádám Bodor, Thomas Brussig, Fatos Lubonja, Herta Müller, Martin Pollack, Taras Prochaśko, Jáchym Topol, Dubravka Ugrešić, Aglaja Veteranyi, Serhij Żadan. Rocznie wydaje 70−80 tytułów w 21 seriach wydawniczych. 
Serie wydawnicze: Amerykańska, Bez fikcji o…, Bez pośpiechu, Biografie, Black publishing, Dolce vita, Esej, Europejki, Gringo, Historia, Inna Europa, Inna literatura, Klasyka, Lilith, Linie frontu, Linie krajowe, Mała seria, Menażeria, Miasta, Mikrokosmos/makrokosmos: literatura faktu, Orient Express, Poza serią, Proza świata, Przez rzekę, Reportaż, Seria dwutygodnik.com, Sulina, Tropiki, Z domem, Zakopiańska, Ze strachem.  
Autorzy dziewięciu książek wydanych przez Czarne zostało nagrodzonych Nagrodą im. Ryszarda Kapuścińskiego za najlepszy reportaż literacki. W 2017 roku Cezary Łazarewicz otrzymał Nagrodę Literacką „Nike” za Żeby nie było śladów. Sprawa Grzegorza Przemyka. W 2018 roku Paweł Sołtys za „Mikrotyki” został nagrodzony Nagrodą Literacką Gdynia. W 2021 roku Zbigniew Rokita otrzymał Nagrodę Literacką „Nike” za Kajś. Opowieść o Górnym Śląsku.
W 2024 roku wydawnictwo zatrudniało 25 osób.